# Stadion (tygodnik)
Stadion, oryg. pisownia Stadjon – polski tygodnik wydawany w II Rzeczypospolitej.

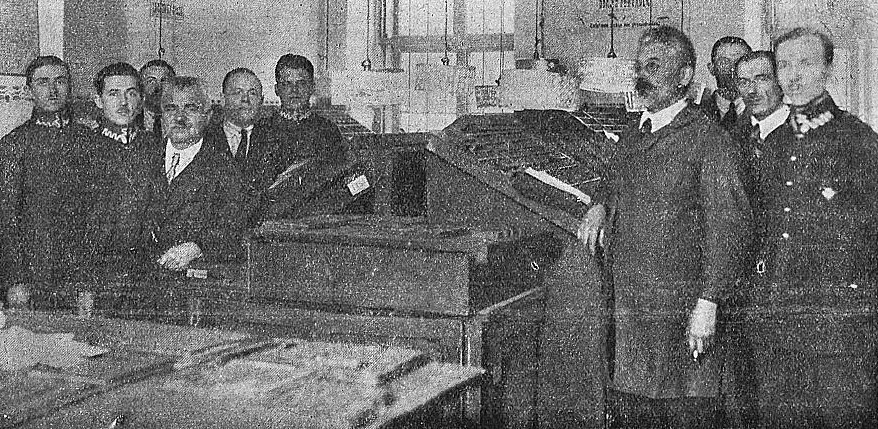
Pracownicy „Stadjonu” i „Nowin Sportowych” w drukarni MSWoj. (1924)

Posiadał podtytuł tygodnik ilustrowany i był określany jako poświęcony sprawom sportu i przysposobienia wojskowego; obejmował miasta Warszawa, Łódź, Kraków, Wilno, Poznań, Lwów, Katowice, Gdańsk, Toruń, zaś wśród opisywanych dyscyplin sportu były: automobilizm, atletyka, boks, gimnastyka, hippika, kolarstwo, lotnictwo, piłka nożna, strzelectwo, szermierka, sporty wodne, sporty zimowe, taternictwo, tenis.
Pod koniec 1924 wydawcą i redaktorem naczelnym był Władysław Leon Osmolski, redaktorem odpowiedzialnym Wacław Denhoff-Czarnocki, a redaktorami okręgowymi byli: dr Juliusz Krausz (łódzki), Jan Nawrocki (lwowski), Aleksander Dembiński (krakowski), Stanisław Maltze (toruński), Antoni Salmonowicz (wileński), Marian Strzelecki (warszawski). Kolejnymi redaktorami pisma byli: Henryk Marian Królikowski, Jerzy Misiński (1927–1929) i Aleksander Szenajch (1929–1931). 
Pod koniec 1931 czasopismo posiadało podtytuł tygodnik ilustrowany poświęcony sprawom kultury fizycznej. Wówczas wydawcą i redaktorem „Stadjonu” był Mieczysław Majcher, a redaktorem naczelnym Wiktor Junosza.